# Jocul care ucide (film)
Jocul care ucide (titlul original: în franceză Maldonne) este un film polițist franco-italian, realizat în 1969 de regizorul Sergio Gobbi, după romanul omonim al scriitorilor Boileau-Narcejac, protagoniști fiind actorii Pierre Vaneck, Elsa Martinelli, Robert Hossein și Jean Topart. 

## Rezumat
Jacques Christens, pianist de cabaret și compozitor fără succes, primește într-o seară o propunere ciudată: el trebuie să ia locul unui bărbat dispărut, pentru ca soția sa, Gilberte de Baer, să poată moșteni un unchi pe moarte. Jacques, aflat într-o situație financiară dificilă, ar primi un milion în numerar și alte nouă milioane în ziua în care moștenirea ar fi încasată. Omul care propune această afacere, Frank Herman, nu este nimeni altul decât secretarul și confidentul lui Paul de Baer, soțul dispărut. Jacques acceptă înțelegerea...

## Distribuție
- Pierre Vaneck – Jacques Christens
- Elsa Martinelli – Gilberte de Baer
- Robert Hossein – Martin von Klaus
- Jean Topart – Frank Herman
- Roger Coggio – impresarul Boslié
- Jacques Castelot – șeful justiției
- Daniel Moosmann – David
- Robert Dalban – patronul cabaretului
- Claude Génia – vizitatorul
- Patricia Car – Monique
- Geneviève Thénier – Sarah
- Albert Minski – muzicianul
- Rudy Lenoir – ofițerul german
- Guy Marly – recepționerul
- Georges Berthomieu –
- André Chanu –
- Georges Douking – un membru al echipei de vânători de naziști
- Martine Messager –
- Rosella Bergamonti –
- Albert Minski –

## Coloana sonoră
- Melodia Maldonne compusă de Vladimir Cosma, interpretată de Christiane Legrand